# Imperial War Museum

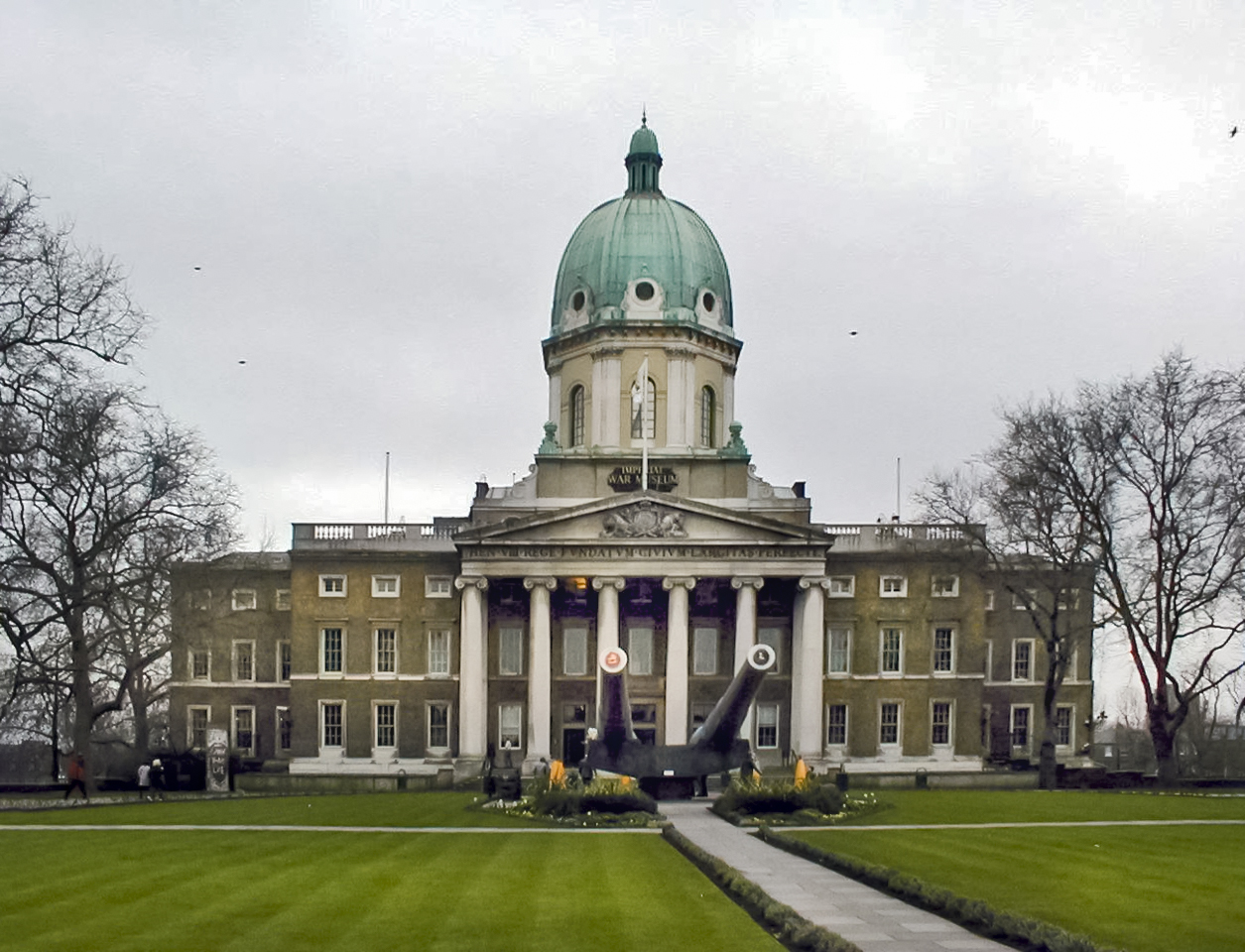
Imperial War Museum, Lambeth, London

Imperial War Museum, krigsmuseum i Lambeth, södra London.
Museet pryds av två 38 cm:s kanoner på utsidan, och med ett antal flygplan och stridsvagnar på insidan. Stort komplex med utförlig information och beskrivningar om i huvudsak de två världskrigen. För den extra intresserade finns här också utställningar om specifika saker från krigen, bland annat "Livet i skyttegraven" och "Förintelsen".
Museet grundades 1917 och låg då i Crystal Palace, på toppen av Sydenham Hill. 30 november 1936 brann museibyggnaden ner och museet flyttades då till en byggnad i Lambeth där det ligger idag. Byggnaden är designad av Sydney Smirke och var ursprungligen ett mentalsjukhus vid namn Bethlehem Royal Hospital.